# Кучино (Великолукский район)
Кучино — деревня в Великолукском районе Псковской области России. Входит в состав сельского поселения «Горицкая волость».
Расположена на северо-западе района, в 24 км к северо-западу от райцентра Великие Луки, южнее деревни Иваново.
Численность населения по оценке на 2000 год составляла 3 жителя, на 2010 год — 4 жителя.